# Achias xyrion
Achias xyrion är en tvåvingeart som beskrevs av Mcalpine 1994. Achias xyrion ingår i släktet Achias och familjen bredmunsflugor. Inga underarter finns listade i Catalogue of Life.